# Fairuz
Nouhad Wadie' Haddad (Árabe: نهاد وديع حداد‎‎; Zuqaq al-Blat, 21 de novembro de 1935), mais conhecida como Fairuz (Árabe: فيروز‎‎, também transliterado como Fairouz, Feyrouz ou Fayrouz), é uma cantora libanesa reconhecida como uma das mais influentes intérpretes musicais do Mundo árabe.

## Biografia
Nascida em Beirute em 21 de novembro de 1935, cresceu em uma família cristã, sem recursos. Seu nome verdadeiro é Nouhad Wadie' Haddad. Ainda pequena, costumava sentar no parapeito de uma janela com a janela escancarada, ouvindo suas músicas favoritas de artistas egípcias tocando no rádio de seus vizinhos.
Começou a cantar juntando-se ao coral da escola. Aos 12 anos, sua habilidade foi descoberta por um professor do conservatório libanês, Mohammed Flajfel. Ele a acolheu. A futura artista praticava, entre outras coisas, a recitação correta do Alcorão. Flajfel também a encorajou a reduzir o consumo de limões e outras frutas ácidas. Ele alegava que elas poderiam prejudicar seu timbre notável.
Fairuz começou sua carreira ainda adolescente nos anos 1940, enquanto o Líbano, assim como seus vizinhos, penava para construir sua identidade depois do fim do Império Otomano e da ocupação francesa que durou 23 anos, terminando oficialmente apenas em 1945.

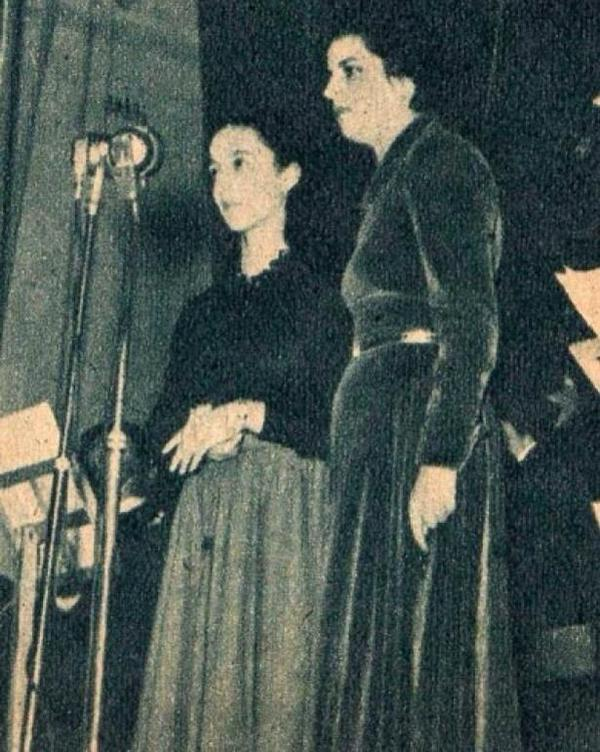
Fairuz em sua primeira apresentação em 1954

Nos anos 1950, a cantora se consolidou no Líbano e em toda a região de fala árabe com uma voz de potências e nuances. Em 1957, apresentou-se no lendário festival de Baalbeck, no leste do país, em meio a ruínas romanas.
Suas composições combinam sons árabes tradicionais, ritmos latinos, música orquestral, letras dos irmãos Rahbani e obras de poetas famosos. Eles abordavam diversos temas, cantando sobre amor, tristeza, saudade e a beleza do Líbano. Além disso, encurtaram significativamente a duração de uma música. Na primeira metade do século XX, era comum na música egípcia que a peça durasse até 20 minutos, mas as faixas criadas por eles duravam apenas cerca de 4 minutos.
Por ser bastante famosa também entre a diáspora libanesa, veio fazer um show no Brasil, maior diáspora libanesa no mundo, em 1961. Existe um boato de que a libanesa realizou um "milagre" durante sua passagem pelo país, segundo esse rumor, a artista fez chover durante a Grande Seca de 61 depois de sua performance da canção "Shatti ya Dini" (chova, ó mundo) em seu show na cidade do Rio de Janeiro.

## Operettas e Teatro Musical
- 1962: جسر القمر (Jesr El Amar, Ponte da Lua)
- 1963: الليل والقنديل (Al-laīl wa'l-qandīl, A noite e a lanterna)
- 1964: بياع الخواتم (Bayyāʿ al-ḫawatim, O vendedor de anéis)
- 1967: هالة والملك (Hāla wa al-malik, Hala e o Rei)
- 1966: أيام فخر الدين (Ayyām Fakhr al-Dīn, Os dias de Fakhreddine)
- 1968: الشخص (Al Shakhs, A pessoa)
- 1969: جبال الصوان (Jbāl al-ṣawwān, As Montanhas Sawwan)
- 1970: يعيش يعيش (Yaʿaīš yaʿaīš, Viva, viva!)
- 1971: صح النوم (Ṣaḥ al-nawm, Desperte, soneco)
- 1972: ناس من ورق (Nās min wara, Gente de papel)
- 1972: ناطورة المفاتيح (Nāṭūrah al-mafātīḥ, A Guardiã das chaves)
- 1973: المحطة (Al-maḥaṭṭah, A estação)
- 1973: ﻗﺼﻴﺪﺓ ﺣﺏ (Qaṣīdah ḥub, Poema de amor)
- 1974: لولو (Loulou)
- 1975: ميس الريم (Mays al-rīm)
- 1977: بترا (Petra)